# Cercophis auratus
Cercophis auratus är en ormart som beskrevs av Schlegel 1837. Cercophis auratus ingår i släktet Cercophis och familjen snokar. Inga underarter finns listade i Catalogue of Life.
Arten är känd från delstaten Rio de Janeiro i södra Brasilien och från Surinam. Antagligen har den en betydlig större utbredning på grund av att fyndplatserna ligger cirka 3 300 km ifrån varandra. Flera exemplar som tillhör arten kan ha förväxlats med andra ormar som medlemmar av släktet Oxybelis. En individ som hittades i Guyana tillhör kanske Cercophis auratus. I regionen förekommer flera tropiska regnskogar men vid fyndtillfällen noterades inget om individernas habitat. Arten klättrar antagligen på träd.
Beståndets storlek är okänd. IUCN listar arten med kunskapsbrist (DD).